# Kiesel (rivière)
Pour les articles homonymes, voir Kiesel.
La Kiesel est une petite rivière française qui coule dans le département de la Moselle. C'est un affluent direct de la Moselle en rive gauche, donc un sous-affluent du Rhin.

## Géographie
La Kiesel est une rivière qui naît à Kanfen et à Volmerange-les-mines (Linkerborn). Elle conflue avec la Moselle en rive gauche au niveau de Cattenom.

## Hydronymie
Anciennes mentions : Kissilbach (1681), Kisselbach, Kisel-Bach.
En francique lorrain : d'Kiselbaach.

## Communes traversées[4]
- Kanfen
- Zoufftgen
- Hettange-Grande - Sœtrich
- Thionville - Garche
- Manom
- Cattenom
- Kœnigsmacker

## Hydrologie
Le module de la rivière au confluent de la Moselle vaut 0,47 m3/s pour un bassin versant de 53,9 km2.

## Curiosités - Tourisme
- Le Pont de Rastenne sur la Kiesel à Hettange-Grande, là où elle est la plus large.
- Toujours à Hettange-Grande, le vieux pont en bois sur la Kiesel avec son superbe point de vue sur l'Église Saint-Étienne.